# Тукмаков, Владимир Алексеевич
Владимир Алексеевич Тукмаков (род. 28 января 1969 года, Сыктывкар, Коми АССР, РСФСР, СССР) — российский государственный деятель, министр финансов (2011—2014) и Председатель Правительства Республики Коми (2014—2016).

## Биография

### Карьера
- С 1987 года — служба в армии.
- С 1993 года — специалист, старший специалист, руководитель сектора, начальник отдела АКБ «Комибанк».
- С 1996 года — экономист, начальник отдела ОАО КБ «Комисоцбанк».
- С 2002 года — заведующий отделом Управления контроля Администрации Главы Республики Коми и Правительства Республики Коми.
- С 2002 года — начальник сводно-аналитического отдела Министерства финансов Республики Коми.
- С 2004 года — заместитель министра финансов Республики Коми.
- С 2005 года — руководитель Территориального управления Федеральной службы финансово-бюджетного надзора в Республике Коми.
- С 2009 года — Первый заместитель министра экономического развития Республики Коми.
- С 2010 года — заместитель Главы Республики Коми.[1].
- С 2011 года по 2014 год — министр финансов Республики Коми
- С 2014 года по 2016 год — Председатель Правительства Республики Коми (Премьер-министр республики Коми).
- 10 марта 2016 года освобождён от должности в связи с утратой доверия из-за коррупционного скандала. Председатель правительства Коми с февраля 2011 года по август 2015 года ежемесячно получал в качестве дара денежные средства в размере 100 тыс. рублей, всего за указанный период – 5,5 млн рублей[2]. Правительство отправлено в отставку[3].
- 14 февраля 2017 года стало известно, что был назначен проректором по экономике и инновационному развитию Санкт-Петербургского государственного лесотехнического университета имени С.М. Кирова[4]. Однако по состоянию на июль 2018 года — безработный, выступал свидетелем по «делу Гайзера»[5].